# 杉山三郎 (元日本左官業組合連合会会長)
杉山 三郎（すぎやま さぶろう、1912年 - 1995年12月4日）は、元日本左官業組合連合会会長。

## 略歴
- 1912年 - 東京・麻布にて出生。
- 1952年 - 日本左官業組合連合会会長就任。
- 1955年 - 黄綬褒章受章。
- 1976年 - 国際合気道連盟副会長就位。
- 1983年 - 勲三等瑞宝章受章。
- 1988年 - 武道功労賞（合気道）受章。